# チャールズ・レニー・マッキントッシュ
チャールズ・レニー・マッキントッシュ（Charles Rennie Mackintosh, 1868年6月7日 - 1928年12月10日）は、スコットランドの建築家、デザイナー、画家。アーツ・アンド・クラフツ運動の推進者であり、スコットランドにおけるアール・ヌーヴォーの提唱者の一人でもある。

## 経歴

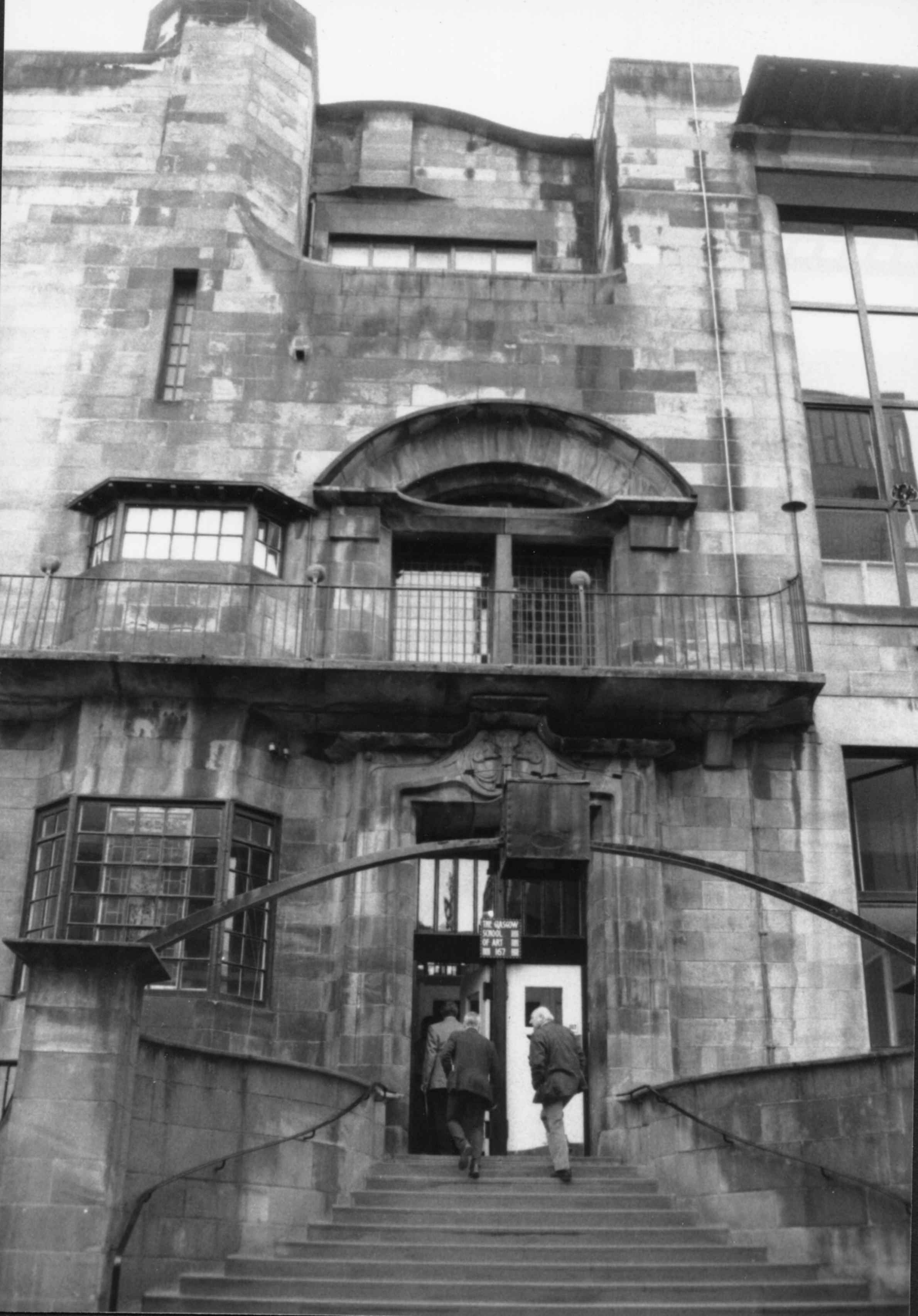
グラスゴー美術学校

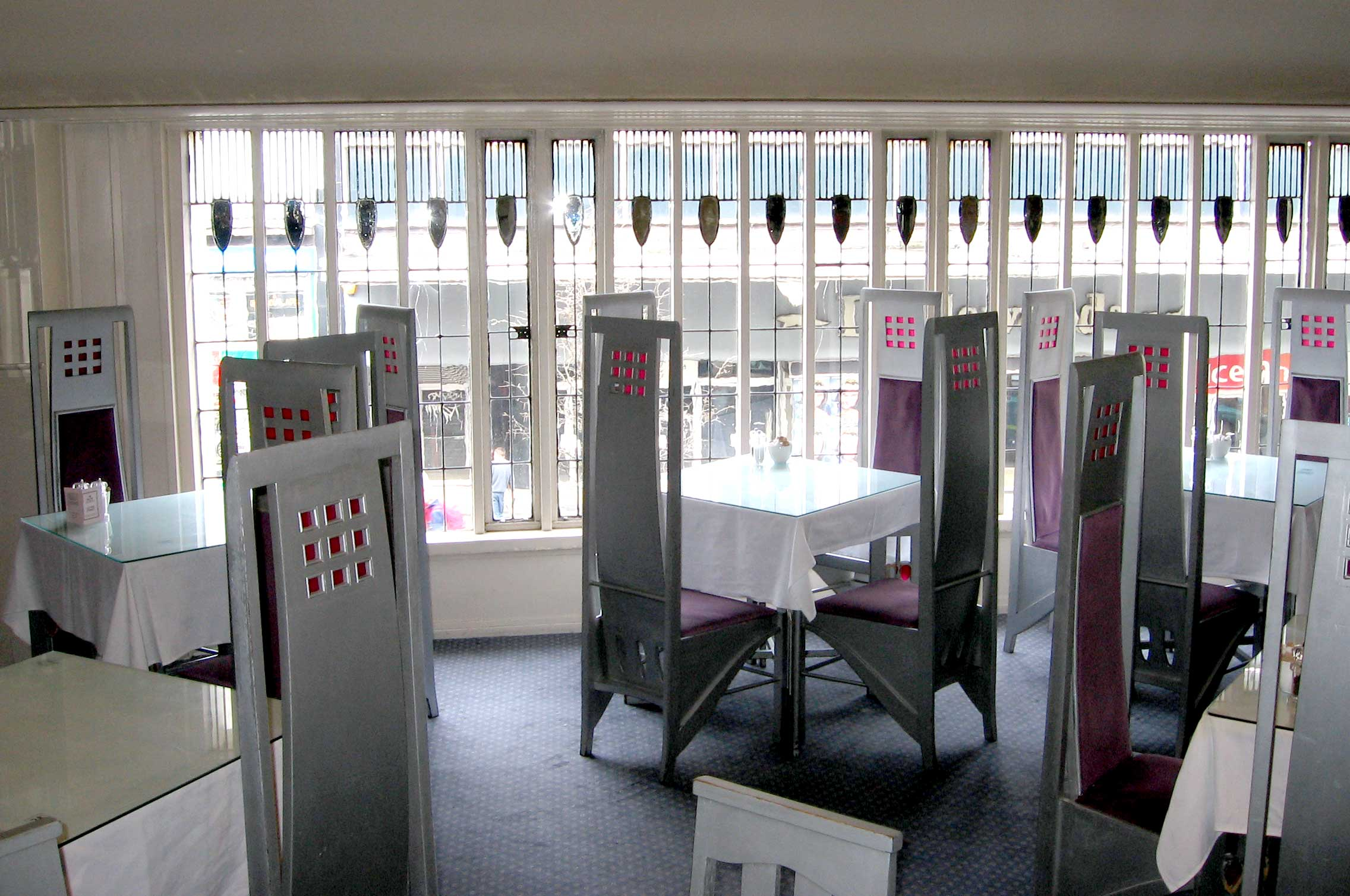
ウィロー・ティールーム

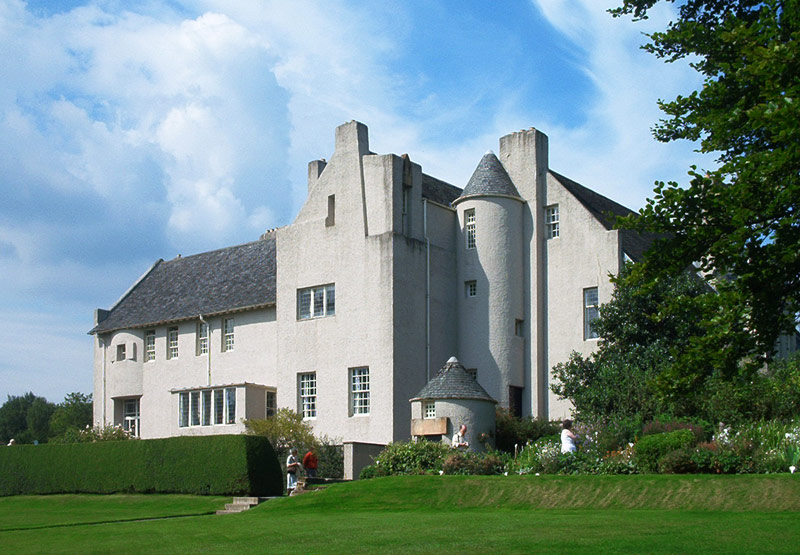
ヒルハウス

チャールズ・レニー・マキントッシュは1868年6月7日、警察官の父ウィリアム・マッキントッシュと母マーガレット・レニーの四男としてスコットランド、グラスゴーに生まれた。幼少の頃より足と目に障害を持っていたが、スコットランドの風土に触れる機会には恵まれ、多くのスケッチを描いた。
16歳の時（1889年）に、グラスゴーの建築家ジョン・ハッチソンの下に弟子入りし、同時にグラスゴー美術学校の夜間部にデザインとアートの勉強のため入学。在学中には多くの学校賞を受賞。後の妻となるマーガレット・マクドナルド、その妹であるフランセス・マクドナルド、そしてハニーマン＆ケッピー事務所での同僚でもあるハーバート・マックニーと出会っている。チャールズを含むこの４人は、ザ・フォー（The Four）と呼ばれ、グラスゴー、ロンドン、ウィーンの各地で展覧会を開き、その評判はマッキントッシュの名声を確立させるに至った。いわゆる、「グラスゴー・スタイル」と呼ばれるこの展覧会は、ヨーロッパ各地でその後も開かれ、ウィーン分離派に影響を与えたと言われる。
1889年、ジョン・ハッチソンの事務所から、ハニーマン＆ケッピー設計事務所（1901年以後は、マッキントッシュのパートナーとなる。）に移り、製図係として働く。1890年、アレクサンダー・トムスン旅行奨学金に応募しこれを獲得。翌1891年イタリア旅行に出かける。
27歳の若さで、母校でもあるグラスゴー美術学校の新校舎の設計コンペに優勝。グラスゴーのティー・ルーム(Willow Tea Room)のインテリアデザイン、ヒル・ハウスの設計などをした。
当時、建築家としての名声が得られなかったマッキントッシュは、建築の仕事がなくなってしまい、後年南フランスに移り水彩画家に転向した。
1928年、喉の癌のためにロンドンで死去。クライズデール銀行が発行する100ポンド紙幣に肖像が使用されている。

## 作品
建築
- ライトハウス（1893年）
- グラスゴー美術学校（1899年）

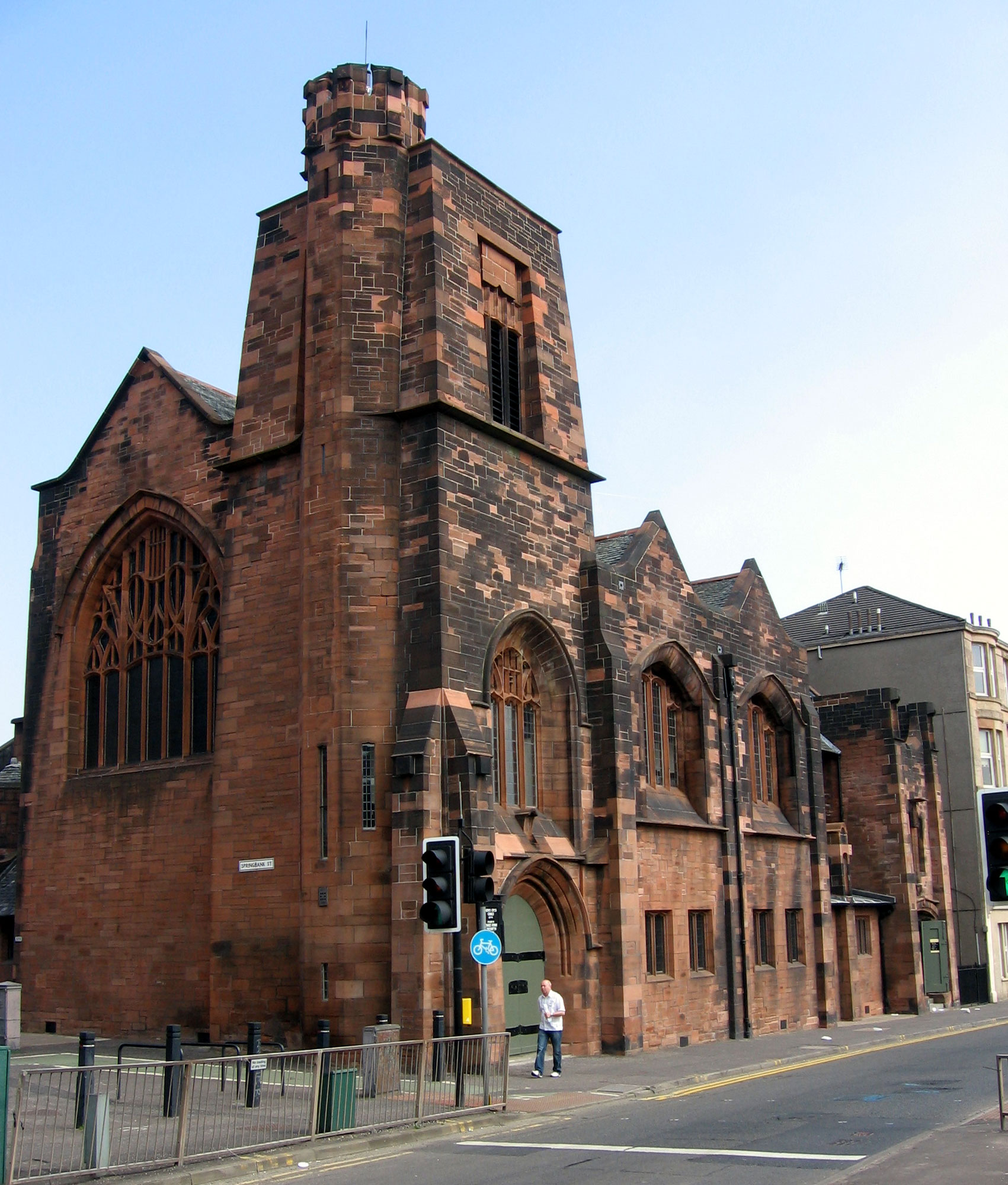
クイーンズ・クロス・チャーチ

- クイーンズ・クロス・チャーチ（1897年）
- デイリー・レコード・ビルディング（1900年）
- ハウス・フォー・アート・ラバー（1900年、実現せず、1996年建設）
- ウィロー・ティールームズ（1903年）
- ヒル・ハウス（1904年）- 日本建築の影響がみられる[2][3]
- フロレタイン・テラス（1906年、現・ハンタリアン・アート・ギャラリー）
- グラスゴー美術学校　図書館（1909年）
- 78 Derngate（英語版） (1917年)

家具
- ヒルハウス（ラダーバック）（椅子、1902年）
- ウィロー、1（椅子、1904年）